# Liste der Naturdenkmale in Remse
Die Liste der Naturdenkmale in Remse nennt die Naturdenkmale in Remse im sächsischen Landkreis Zwickau.

## Definition
„Naturdenkmäler sind rechtsverbindlich festgesetzte Einzelschöpfungen der Natur oder entsprechende Flächen bis zu fünf Hektar, deren besonderer Schutz erforderlich ist
1. aus wissenschaftlichen, naturgeschichtlichen oder landeskundlichen Gründen oder
2. wegen ihrer Seltenheit, Eigenart oder Schönheit.“

„§ 18 – Naturdenkmäler – (zu § 28 BNatSchG)
(1) Die Erklärung nach § 22 Abs. 1 BNatSchG von Teilen von Natur und Landschaft als Naturdenkmal erfolgt durch Rechtsverordnung oder Einzelanordnung.
(2) Über § 28 Abs. 1 BNatSchG hinaus können Naturdenkmäler zur Sicherung von Lebensgemeinschaften oder Lebensstätten von im Bestand gefährdeten oder streng geschützten Arten festgesetzt werden.“

## Liste
In Remse sind 2020 lediglich zwei Einzel-Naturdenkmale (ND) bekannt.
Link zu einem Kartenansichtstool, um Koordinaten zu setzen.
| Bild                          | Bezeichnung                                       | Lage                                         | Beschreibung | Datum | Nummer |
| ----------------------------- | ------------------------------------------------- | -------------------------------------------- | --- | ----- | ------ |
| mehr Fotos \| Fotos hochladen | Stiel-Eiche                                       | Weidensdorf (50° 50′ 56″ N, 12° 32′ 10,7″ O) | Der Hofbaum des Gasthofes an der Hauptstraße in Weidensdorf. | 1956  |        |
| mehr Fotos \| Fotos hochladen | Habitatbäume am Remser Dammweg im Gersdorfer Wald | (50° 51′ 33,1″ N, 12° 35′ 27,2″ O)           | Alleeartiger Gehölzbestand aus 16 Stieleichen, 8 Winterlinden und 1 Rotbuche entlang des Remser Dammwegs von Remse zum Grünfelder Park. Im Januar 2016 einstweilen unter Schutz gestellt als Lebensstätten der streng geschützten höhlenbrütenden Vogelarten Mittelspecht, Grauspecht und Schwarzspecht. | 2016  |        |